# San Pedro Zacapa
San Pedro Zacapa é uma cidade hondurenha do departamento de Santa Bárbara.